# Tamir Kohen
Tamir Kohen (ur. 4 marca 1984) – izraelski piłkarz, pomocnik. Obecnie Tamir występuje w zespole Bolton Wanderers. Piłkarz jest synem znanego piłkarza FC Liverpoolu, Awiego Kohena.

## Kariera klubowa
Tamir rozpoczął swoją profesjonalną karierę w zespole Maccabi Tel Awiw. Debiut w dorosłej kadrze zespołu z Tel Awiwu, odbył się w listopadzie 2002 roku w meczu przeciwko Bene Jehuda Tel Awiw wygranym przez Maccabi, 1:0. Łącznie w barwach Maccabi, Tamir wystąpił 81 razy strzelając 4 gole. W 2007 roku piłkarz przeszedł do zespołu Maccabi Netanja jednakże 1 stycznia 2008 piłkarz został sprzedany do angielskiego zespołu Bolton Wanderers. Swój debiut w kadrze zespołu odbył się w przegranym 0:1, meczu z Sheffield United. Swoją pierwszą w barwach zespołu z Boltonu, Tamir strzelił 2 marca 2008 w przegranym 1:3 meczu z zespołem Liverpoolu.

## Kariera reprezentacyjna
Debiut w kadrze Izraela odbył się w 13 października 2007 roku w meczu przeciwko zespołowi Chorwacji. Wcześniej piłkarz występował w drużynach narodowych do lat 19 oraz 21.